# Симеон (Стремоухов-Безбородый)
Епископ Симеон (в миру Стремоухов по другим данным Безбородный) — епископ Суздальский и Тарусский.
Постриженник и ученик преподобного Иосифа Волоцкого.
С 1507 года — архимандрит Московского Спасо-Андрониева монастыря.
В июле 1509 году на соборе, ещё в сане архимандрита являлся одним из обвинителей Архиепископа Новгородского Серапиона, и позднее, до соборного суда, когда преподобный Серапион был помещён в Спасо-Андрониев монастырь (где Симеон был настоятелем) «озлоблял его зельно».
21 августа 1509 году хиротонисан во епископа Суздальского и Тарусского.
3 августа 1511 году участвовал на хиротонии митрополита всея Руси Варлаама.
Скончался 12 ноября 1515 года и погребен в Суздале.